# Піддубняк Василь Григорович
Піддубняк Василь Григорович — (нар. 4 квітня 1951, с. Червоний Кут Теплицького району Вінницької області) — український публіцист, журналіст, поет, прозаїк, педагог.

## Життєпис
Народився 4 квітня 1951 року у селі Червоний Кут Вінницької Області у сім'ї робітника.
Працював вантажником на цукрозаводі, арматурником. Закінчив філологічний факультет (українське відділення) Одеського університету ім. І. І. Мечникова. Був літпрацівником Теплицької районної газети «Зірка» (Вінниччина), кореспондентом Одеського обласного радіо, кореспондентом Криворізької міської газети «Червоний гірник», Херсонської обласної газети «Наддніпрянська правда», начальником редакційно-видавничого відділу видавництва «Наддніпрянська правда», редактором газети «Херсонський вісник» і «Ефір», власкором газет «День», «Сільські вісті», «Голос України», Національного радіо України, першим заступником головного редактора газети «Сільські вісті». Нині — власний кореспондент газети по Херсонській області.
Автор перекладу з коментарями з давньоруської мови «Слова о Полку Ігоревім».
Член Національної Спілки журналістів України, Асоціації українських письменників, Національної спілки письменників України. Заслужений журналіст України.
- Нагороди — Подяка Президента України, Золота медаль української журналістики. Лауреат літературних премій ім. К. Паустовського, імені М. Куліша.[5]
- Твори — Збірки поезій «Пізній листопад»(1997), «Храм» (2016), «Озиме сонце»[6] (2019), публіцистичні нариси "Сонячні скарби «Білозерського» (літ. запис, 2004), «Жниво Молоха» (2006), повість К. Паустовського «Тарас Шевченко» (переклад, 2014, 2020), «Словник журналіста і видавця» (2005) та ін.